# 魔族
魔族（日语：／ Mazoku）多指与上帝等神祇敌对的种族，经常出现在各类神话、传说、虚构作品中。以宗教觀而言特指因某種原因落入魔界的墮天使。
作为一个词汇，“魔族”并没有被日本的《国语辞典》所记载，但它广泛出现于各种记载神话传说的书籍中。在这些书籍中，他们被描述为与神为敌，并危害人类的生活。在一些神话，如印度神话中的阿修罗，琐罗亚斯德教宗教神话中的Daeva，亦被归类为此种。虽然健部伸明监督的作品正式将其作为一个用语使用，但是不如说是“在某种意义上释义相近”，并且主要在游戏和漫画中使用。

## 脚注
1. ↑  健部伸明監修　　西東社、2009年、116頁。ISBN 978-4791616077